# Taunšic
Il Taunšic (in russo Тауншиц?; in lingua itelmena: Тауншиць) è un vulcano situato nella parte sud-orientale della Kamčatka, in Russia.

## Descrizione
Si trova a sud-est del vulcano Unana e a sud-ovest del lago Kronockoe. Ha un'altezza assoluta di 2353 m (2301 m secondo altre fonti). Risale al periodo dell'Olocene (circa 8 500 anni fa). L'ultima eruzione è avvenuta circa 2 400 anni fa. La forma del vulcano è un cono isolato e la struttura vulcanica ha una superficie di 11 km².